# Valérie Delporte
Valérie Delporte (Edingen, 20 februari 1968) is een Belgisch politica voor Ecolo.

## Levensloop
Delporte bracht haar vroegere kindertijd door in het toenmalige Zaïre. Daarna groeide ze op in Waals-Brabant. Nadat ze een huis kocht in Sombreffe, verhuisde ze naar de provincie Namen.
Aanvankelijk was Delporte huisvrouw. Na de scheiding met haar echtgenoot ging ze psychomotoriek studeren. Vervolgens werkte ze in scholen, kindercrèches en een vzw's en begeleidde ze zieke en gehandicapte jongeren en andere jongeren in moeilijkheden. In 2002 werd ze administratief bediende aan de UCL, waar ze tevens secretaris werd van het Instituut voor Europese studies.
In 1996 trad ze toe tot Ecolo. Voor deze partij werd ze OCMW-raadslid: eerst van 2000 tot 2006 in Chastre, daarna van 2010 tot 2012 in Sombreffe. In oktober 2012 werd Delporte verkozen tot gemeenteraadslid van Sombreffe. Ze was er van december 2012 tot december 2018 schepen van Huisvesting en Ouderenbeleid, alsook OCMW-voorzitter, en zetelde daarna nog tot in maart 2021 als gemeenteraadslid in de oppositie. Als schepen richtte Delporte in 2013 een adviesraad voor ouderen op en zette ze collectieve werkplaatsen op voor sociale integratie. Daarnaast vertegenwoordigde ze haar partij van 2013 tot 2017 in de raad van bestuur van de sociale huisvestingsmaatschappij Foyer Namurois en was ze van 2013 tot 2019 penningmeester van het sociaal immobiliënagentschap van de kantons Gembloers en Fosses en van 2013 tot 2019  vicevoorzitter van Association chapitre XII, een vereniging voor schuldbemiddeling.
Bij de Waalse verkiezingen van mei 2019 raakte Delporte verkozen in het arrondissement Namen. Vervolgens nam ze zitting in het Waals Parlement en het Parlement van de Franse Gemeenschap. In de eerste assemblee was ze lid van de commissie Huisvesting en Lokale Besturen en lag ze aan de basis van een voorstel tot decreet om de indexering van huurwoningen op de privémarkt afhankelijk te maken van de score op het energieprestatiecertificaat. In het Parlement van de Franse Gemeenschap was ze van 2019 tot 2024 voorzitter van de commissie Kind, Gezondheid, Cultuur, Media en Vrouwenrechten. Delporte bleef parlementslid tot aan de Waalse verkiezingen van juni 2024 en stond toen als laatste opvolger op de lijst.